# Раджабов, Мурад Ядгарович
Мура́д Ядга́рович Раджа́бов (узб. Murod Rajabov; 30 мая 1949, Ташкент, Узбекская ССР, СССР — 8 апреля 2023, Ташкент) — советский и узбекский актёр и режиссёр. Народный артист Республики Узбекистан (2008).

## Биография
Окончил актёрский факультет Ташкентского театрально-художественного института имени А. Н. Островского в 1971 году. Актёр Узбекского драматического театра «Молодая гвардия» / «Ёш Гвардия». Также был актёром театра музыкальной драмы и комедии имени Мукими.
Умер 8 апреля 2023 года в возрасте 73 лет от последствий сахарного диабета, отягощённого перенесённым инсультом.

## Фильмография
| Год       |    | Русское название                    | Оригинальное название            | Роль                     |
| --------- | -- | ----------------------------------- | -------------------------------- | ------------------------ |
| 1973      | ф  | Огненный берег                      | Оригинальное название неизвестно |                          |
| 1975      | ф  | Первые пассажиры                    | Оригинальное название неизвестно |                          |
| 1976      | ф  | Мой старший брат                    | Оригинальное название неизвестно | Бахтияр                  |
| 1977      | ф  | Буйный «Лебедь»                     | Оригинальное название неизвестно | Полат                    |
| 1977      | ф  | Великолепный мечтатель              | Ajoyib hayolparast               | Ваххаб                   |
| 1977—1984 | с  | Огненные дороги                     | Olovli yuollar                   | Гафур                    |
| 1977      | ф  | Озорник                             | Оригинальное название неизвестно |                          |
| 1977      | тф | Это было в Коканде                  | Оригинальное название неизвестно | Эргаш                    |
| 1978      | ф  | Любовь и ярость                     | Žestoke godine (Югославия)       |                          |
| 1978      | ф  | Чужое счастье                       | Оригинальное название неизвестно |                          |
| 1979      | ф  | Берегись! Змеи!                     | Оригинальное название неизвестно | капитан милиции          |
| 1979      | ф  | На ринг вызывается…                 | Оригинальное название неизвестно |                          |
| 1979      | ф  | Отцовский наказ                     | Оригинальное название неизвестно | Умид                     |
| 1981      | ф  | Радуга семи надежд                  | Оригинальное название неизвестно | Вали                     |
| 1982      | ф  | Переворот по инструкции 107         | Оригинальное название неизвестно | Казми                    |
| 1982      | ф  | Юность гения                        | Оригинальное название неизвестно | Фаик                     |
| 1983      | ф  | Пароль — «Отель Регина»             | Оригинальное название неизвестно | Расул Хусанбеков         |
| 1984      | ф  | Дневник, письмо и первоклассница    | Оригинальное название неизвестно | Алиджан Валиевич         |
| 1984      | ф  | Наедине                             | Оригинальное название неизвестно |                          |
| 1985      | ф  | Последняя инспекция                 | Оригинальное название неизвестно |                          |
| 1985      | ф  | Прощай, зелень лета…                | Оригинальное название неизвестно | сосед                    |
| 1986      | ф  | Тайное путешествие эмира            | Оригинальное название неизвестно |                          |
| 1987      | ф  | По второму кругу                    | Оригинальное название неизвестно |                          |
| 1987      | ф  | Смысл жизни (фильм, 1987)           | Оригинальное название неизвестно |                          |
| 1988      | ф  | Заповедный холм                     | Оригинальное название неизвестно | почтальон                |
| 1988      | ф  | Чудовище или кто-то другой          | Оригинальное название неизвестно | Расул Хусанбеков         |
| 1989      | ф  | Опалённые Кандагаром                | Оригинальное название неизвестно | Азизов                   |
| 1989      | ф  | Шок                                 | Оригинальное название неизвестно | Нуриев                   |
| 1990      | ф  | Кодекс молчания                     | Оригинальное название неизвестно | Тура Саматов             |
| 1990      | ф  | Чудо-женщина                        | Temir xotin                      | Кучкар-ака               |
| 1990      | ф  | Динозавры XX века                   | Оригинальное название неизвестно | Кахраман Халилов         |
| 1991      | ф  | Железный мужчина                    | Temir erkak                      |                          |
| 1991      | ф  | По закону джунглей                  | शिकारी (Shikari)                    | Икрам                    |
| 1992      | ф  | Восточный роман                     | Оригинальное название неизвестно | Ибрагим Юсупович         |
| 1993      | ф  | Кодекс молчания 2: След чёрной рыбы | Оригинальное название неизвестно | Тура Саматов             |
| 1994      | ф  | Младшая                             | Оригинальное название неизвестно |                          |
| 1996      | ф  | Буюк Амир Тимур                     | Оригинальное название неизвестно |                          |
| 1998      | ф  | Любовь                              | Оригинальное название неизвестно |                          |
| 1998      | ф  | Маленький лекарь                    | Kichkina Tabib                   | Шухрат Шадманов          |
| —1998     | с  | Шайтанат — царство бесов            | Оригинальное название неизвестно |                          |
| 2000      | ф  | Паримомо                            | Pari momo                        |                          |
| 2002      | ф  | Дронго (телесериал)                 | Оригинальное название неизвестно | Пашаев                   |
| 2004      | ф  | Сарвиноз                            | Sarvinoz                         |                          |
| 2004      | ф  | Ходжа Насреддин и Азраил            | Afandi                           |                          |
| 2005      | ф  |                                     | Ko'zlaring ma'yus                |                          |
| 2005      | ф  | Друзья                              | Ulfatlar                         |                          |
| 2005—2005 | с  | Близнецы                            | Оригинальное название неизвестно | Халид                    |
| 2006      | ф  | Ходжа Насреддин: Игра начинается    | Xoʻja Nasriddin: Oʻyin boshlandi |                          |
| 2007      | ф  | Новый богач                         | Yangi boy                        |                          |
| 2007—2007 | с  | Платина                             | Оригинальное название неизвестно | Узбек                    |
| 2007      | ф  | Прости                              | Kechir                           | отец Маруфа              |
| 2008      | ф  | Друзья 2                            | Ulfatlar 2                       |                          |
| 2008      | ф  | Суперневестка                       | Super kelinchak                  | Алишер-ака, свёкор Дианы |
| 2009      | ф  | Жених напрокат                      | Ichkuyov                         | Анвар-ака, папа Гюльзы   |
| 2009      | ф  | Цунами 2                            | Sunami 2                         |                          |
| 2014      | ф  | Друзья 3                            | Ulfatlar 3                       |                          |
| 2015      | ф  | Расплата                            | Расплата                         | Эркин                    |

###### Режиссёр
- 2000 — Паримомо
- 2005 — Друзья
- 2008 — Друзья 2
- 2014 — Друзья 3

## Награды
- Народный артист Республики Узбекистан (25 августа 2008) — за весомый вклад в укрепление независимости Родины, повышение международного престижа страны, рост культуры и духовности народа, за всенародное признание и уважение, завоёванные ярким талантом, многогранным творчеством, научной деятельностью, многолетним честным трудом в области науки, образования, литературы, культуры, искусства, здравоохранения, спорта и других социальных сфер, за активное участие в общественной жизни[5]

## Интересные факты
- Мурад Раджабов и Саида Раметова сыграли несколько раз роль супружеской пары в узбекских фильмах «Сарвиноз» и «Суперневестка», Застенчивый любовник (Chapani oshiq), Qora tanli bojalar, Superqaynona, Qudamni ko’rmadingizmi